# Związek Słowiański (II Rzeczpospolita)
Związek Słowiański – organizacja polskich panslawistów, założona w lipcu 1933 r. jako Związek Wszechsłowiański w Polsce (w 1935 lub 1936 r. przemianowana na ZS). 
Związek powstał z inicjatywy profesorskiego Klubu Dyskusyjnego działającego w Warszawie. Na jego czele stanął prof. Tadeusz Zieliński, ale głównym animatorem był dr Józef Gołąbek (wcześniej działacz Towarzystwa Rozwój). Władze ZS stanowili od 1936 r.: Juliusz Szymański (prezes Rady Naczelnej), Adam hr. Zamoyski (prezes Zarządu Głównego), Józef Gołąbek, Franciszek Karpiński, Izabela Iwanowska, Benedykt Nawrocki, Władysław Oster, Stefan Górzyński i Zygmunt Usarek.
Organizacja głosiła „ideę zbliżenia narodów słowiańskich na gruncie interesów narodu polskiego, jego dziejowej roli oraz znaczenia politycznego i kulturalnego w rodzinie narodów słowiańskich”. Związek chciał stanowić ośrodek zainteresowań sprawami słowiańskimi koordynujący działania innych stowarzyszeń w zakresie szerzenia wiedzy o Słowiańszczyźnie. Zadania te realizowano poprzez organizację odczytów (w tym celu utworzono Komitet Propagandy Instytutu Wykładów o Kulturach Narodów Słowiańskich), publikacje w ramach „Biblioteki Słowiańskiej” (w 1936 r. wydano 5 pozycji), inicjatywy takie jak Komitet Kamienia Pamiątkowego Narodów Słowiańskich działający na rzecz upamiętnienia „narodów słowiańskich […] które zginęły w walce z nawałę germańską”. W 1936 r. Związek przejął wydawanie „Ruchu Słowiańskiego”.  
Terenowe struktury ZS działały m.in. w Chełmie (Jadwiga Młodowska), Lipnie (Leon Przemieniecki), Gdyni (Schmidt, Dmochowski) i Toruniu (Kazimierz Kulwieć, Zygmunt Mocarski, T. Pietrykowski). Do działaczy ZS należeli Władysław Jedliński, Mieczysław Łopuszański, płk Kazimierz Kominkowski, Franciszek Karpiński, Włodzimierz Rabczewski, J. Szymański, Ignacy Dygas, Tadeusz Hilarowicz, Władysław Kwiatkowski, Edward Węgielski, Julian Brześciański.